# Murat, Cantal (fostă comună)

Murat este o comună în departamentul Cantal, Franța. În 1 ianuarie 2018 avea o populație de 1.745 de locuitori.